# لاري كامبل (سياسي كندي)
لاري كامبل (بالإنجليزية: Larry Campbell)‏ هو سياسي كندي، ولد في 28 فبراير 1948 في برانتفورد في كندا. حزبياً، نشط في الحزب الليبرالي الكندي وكتلة مجلس الشيوخ الليبرالي ‏ (29 يناير 2014 – ). وقد انتخب عمدة فانكوفر (2002 – 2005) وانتخب عضو مجلس الشيوخ الكندي عن دائرة كولومبيا البريطانية وقد انضم خلال فترته النيابية (2 أغسطس 2005 – )  للكتلة البرلمانية Independent Senators Group ‏.

## وصلات خارجية
- الموقع الرسمي